# Droga wojewódzka 847
Die Droga wojewódzka 847 (DW847) ist eine 2,1 Kilometer lange Droga wojewódzka (Woiwodschaftsstraße) in der Woiwodschaft Lublin in Polen. Die Strecke im Powiat Puławski verbindet die Bahnstation Puławy Azoty mit der Woiwodschaftsstraße DW801.
Sie zweigt von der DW801 in östlicher Richtung ab und folgt der Bahnstrecke bis zur Bahnstation. Als Innerortsstraße trägt sie den Namen ‚ulica Gołębska‘. Sie stellt die nördliche Stadtgrenze dar.

## Streckenverlauf
Woiwodschaft Lublin, Powiat Puławski
-  Puławy (DW801)
-  Puławy Azoty, (Bahnstrecke Warszawa Wschodnia–Dorohusk)